# Racine (Ohio)
Pour les articles homonymes, voir Racine.
Racine est un village situé dans le comté de Meigs, dans l’État de l’Ohio. Sa population s’élevait à 675 habitants lors du recensement de 2010.

## Source
- (en) Cet article est partiellement ou en totalité issu de l’article de Wikipédia en anglais intitulé « Racine, Ohio » (voir la liste des auteurs).